# Henri-René Bernard de la Frégeolière
Henri-René Bernard de la Frégeolière, né le 16 septembre 1759 à Montigné-lès-Rairies et mort le 25 janvier 1835 au Vieil-Baugé, était un émigré, chef chouan et maréchal de camp français.

## Biographie
Fils de René-Jean Philippe de la Frégeolière et de Michelle-Renée Queru de la Poussetière, il étudie, à partir de 1770, à l'école militaire de La Flèche puis, en 1777, il entre aux gardes du corps du roi Louis XVI, dans la compagnie de Gramont.
À la Révolution, il émigre en 1791 et rejoint l'armée des princes à Coblence en Allemagne en 1792 et fait la campagne de France avec les Prussiens où il prend part au siège de Valenciennes, embarqué à Anvers aux Pays-Bas autrichiens, puis débarqué à Berg-op-Zoom avec ses compatriotes, Sapinaud de Boishuguet, de la Noüe, Dumesnil Dupineau, Bucher de Chauvigné et de Sainte-Marie.
De 1793 à 1795, il fait la campagne et retraite de Hollande avec l'armée de Condé, d'abord au Hussards de Rohan en qualité de cadet gentilhomme, hussard, compagnie de l'Aubépin, puis il est capitaine au régiment de Contades cavalerie.

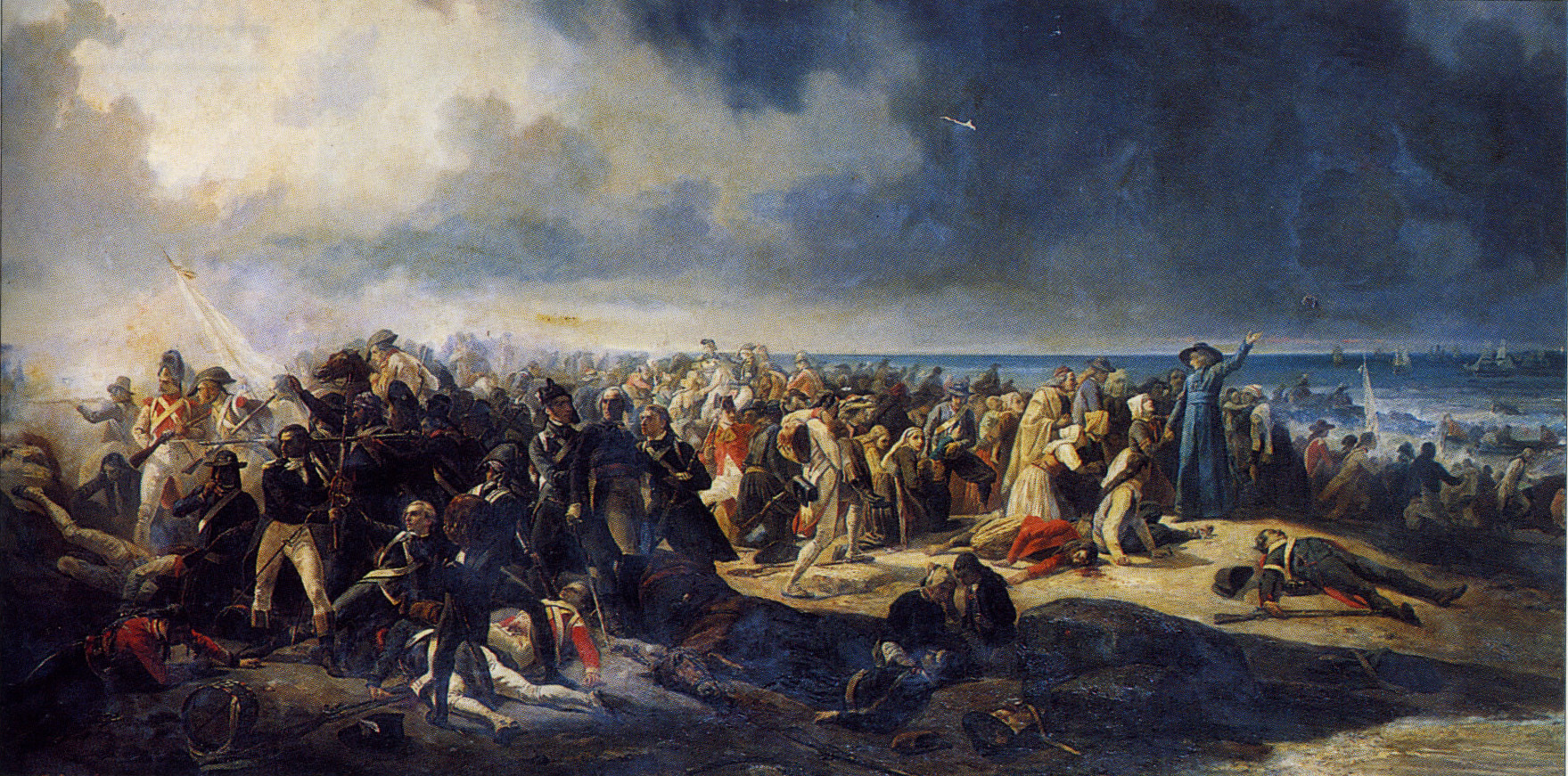
Combat de Quiberon, 1795.

En 1795, il participe au débarquement de Quiberon. Après un passage en Angleterre et Guernesey, il rejoint la France et l'armée de Puisaye en 1796, puis celle du général de Scépeaux en Anjou. Il prend le pseudonyme de chef chouan '"Monsieur Henri" pour éviter des représailles à sa famille. Il est chef d'état major dans la division de Gaullier. Il refuse la soumission à la République, sa tête est mise à prix. 
En 1799, lors de la troisième guerre de Vendée (1799-1800), il est colonel de la 13e légion dans l'armée du Maine du comte de Bourmont. Il prend et occupe pour une première fois la ville du Lude dans la Sarthe, et livre bataille contre une demi-brigade républicaine dans le bourg de Foulletourte en janvier 1800. À la fin des hostilités, il refuse de se soumettre une deuxième fois. En 1813, il organise clandestinement deux compagnies sous le nom des Nouveau-Nés placées sous le commandement de Cottereau, qui rallient les réfractaires et entravent la perception des impôts.  
En 1814, il rejoint les gardes du corps du roi Louis XVIII avec le grade de brigadier.  En 1815, pendant les Cent-Jours et la petite chouannerie, il est nommé chef de la 2e division de l'armée royale de la rive droite de la Loire, par le général d'Andigné, commandant tout l'Anjou entre la Sarthe et la Loire. Il forme la 3e compagnie de la légion du Maine-et-Loire, comprenant l'ancienne légion Lowinski dirigée par le vicomte de Beaumont, et celle du colonel de la Noue. Il s'empara de nouveau de la ville du Lude. 
Nommé maréchal-de-camp, il est mis à la retraite sous la Restauration. Pendant l’insurrection royaliste dans l’ouest de la France et la chouannerie de 1832, à 71 ans, il est emprisonné à la prison de La Flèche. Il décède en 1835. 
Henri-René Bernard de la Frégeolière est l'ascendant direct de Renaud Bernard de la Frégeolière[réf. nécessaire].

## Décorations
- Chevalier de l'Ordre royal et militaire de Saint-Louis le 21 septembre 1814.
- Chevalier de l'Ordre nationale de la Légion d'honneur le 24 avril 1821[11].

## Sources
- Émigration et chouannerie : mémoires du général Bernard de La Frégeolière, complétés par son arrière-petit-fils, Reynold de Bernard de La Frégeolière, Librairies des bibliophiles, 1881
- Dictionnaire historique, géographique et biographique de Maine-et-Loire, Célestin Port. Version originale 1874 et révisée 1965.